# Medart Kaznowski

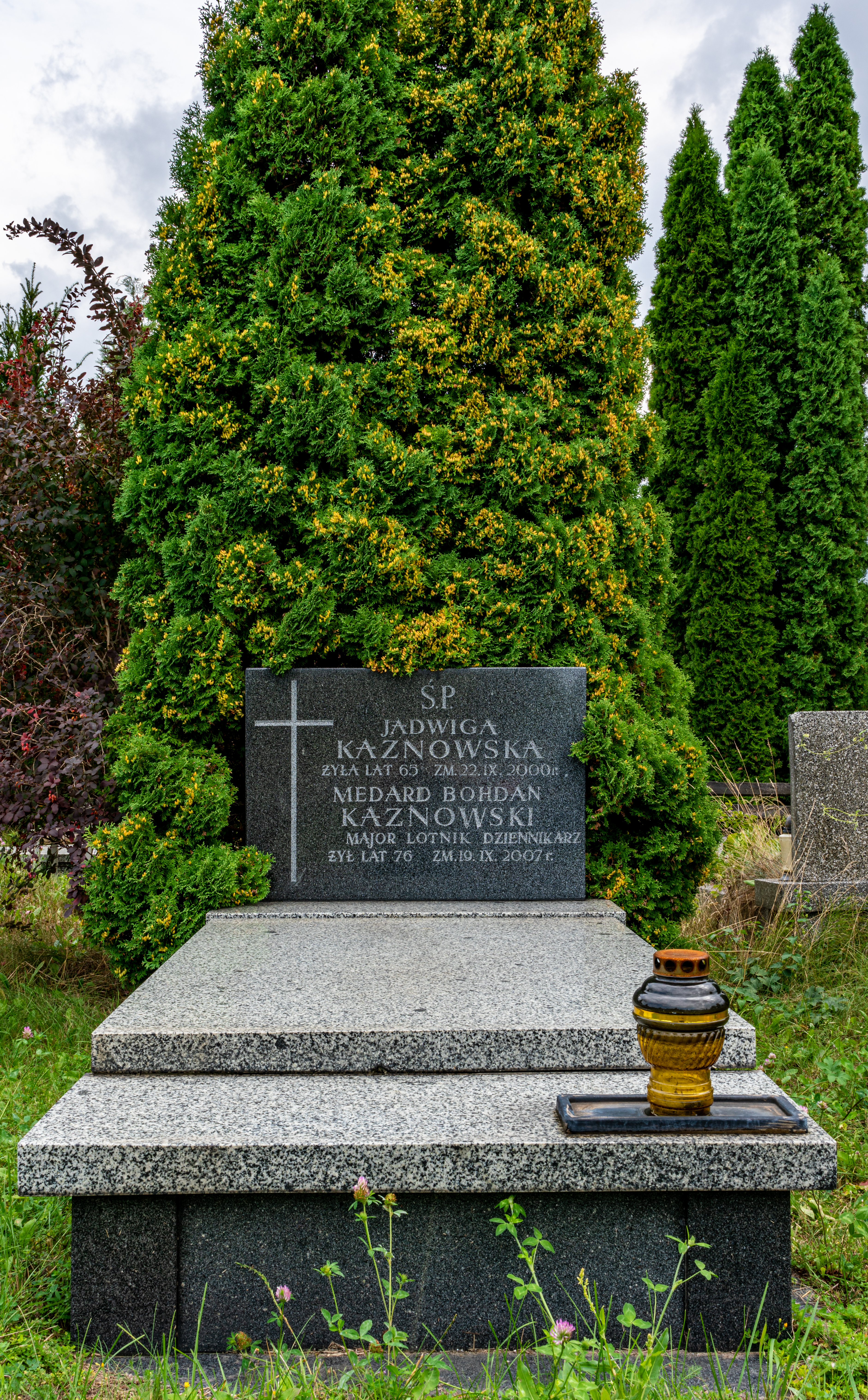
Grób Medarta Kaznowskiego na cmentarzu Komunalnym Północnym w Warszawie

Medard Kaznowski (ur. 8 czerwca 1931, zm. 19 września 2007) – polski dziennikarz wojskowy, wieloletni redaktor tygodnika Przyjaźń, major WP.
Pochowany 27 września 2007 na cmentarzu komunalnym Północnym na Wólce Węglowej w Warszawie.